# Слюсарев, Иван Кириллович
Иван Кириллович Слюсарев (17 июня 1886, дер. Черноскутово, Камышловский уезд, Пермская губерния, Российская империя — 20 октября 1962, Свердловск, РСФСР, СССР) — уральский живописец, график, член Союза художников СССР.

## Биография
Родился 17 июня 1886 года в деревне Черноскутово Камышловского уезда Пермской губернии. Его отец был простым крестьянином, семья жила в постоянной нищете. Мальчик учился в местной церковно-приходской школе, а после переезда в Екатеринбург пошёл работать помощником приказчика в хлебной лавке.
Рисованием увлёкся с детства. Художником, предопределившем его творческий путь стал Леонид Туржанский, ставший с 1899 года его наставником и учителем.
В 1900 году учился на вечерних курсах для рабочих Верх-Исетского завода. Рисование на курсах преподавал художник Плюснин Н. М., учившийся ранее в столичной Академии художеств.
С 1903 по 1907 год Слюсарёв учился в Екатеринбургской художественно-промышленной школе. Живопись в школе преподавали художник В. В. Коновалов, скульптор Т. Э. Грюнберг (Залькалнс), график А. Н. Парамонов. Студенты Екатеринбургской художественной школы принимали участие в революционных событиях 1905 года. Демонстрация студентов была разогнана полицией. Результатом было закрытие школы на неопределённое время. В 1906 году в школе занятия возобновились.
С 1908 года работал преподавателем рисования в начальном училище Екатеринбурга, уезжая летом в родные места в деревню Черноскутово, где мог заниматься любимым делом. Преподавал также в гимназии, в частных пансионах, в частной женской гимназии, на курсах для рабочих.
Попытка поступить в Центральное училище технического рисования барона Штиглица в Санкт-Петербурге закончилась неудачей. Свои художественные навыки продолжал совершенствовать, работая преподавателем рисования. В 1921—1927 годах преподавал в Уральском государственном практическом институте (позднее — Уральский художественно-практический техникум).
Стремление к общению с профессиональными художниками привело его в Ассоциацию художников революционной России (АХРР), где работал в 1925—1927 годах заместителем председателя Уральского отделения ассоциации, одновременно преподавал в местных учебных заведениях. Расцвет творчества художника пришёлся на 1920-е — первую половину 1930-х годов.

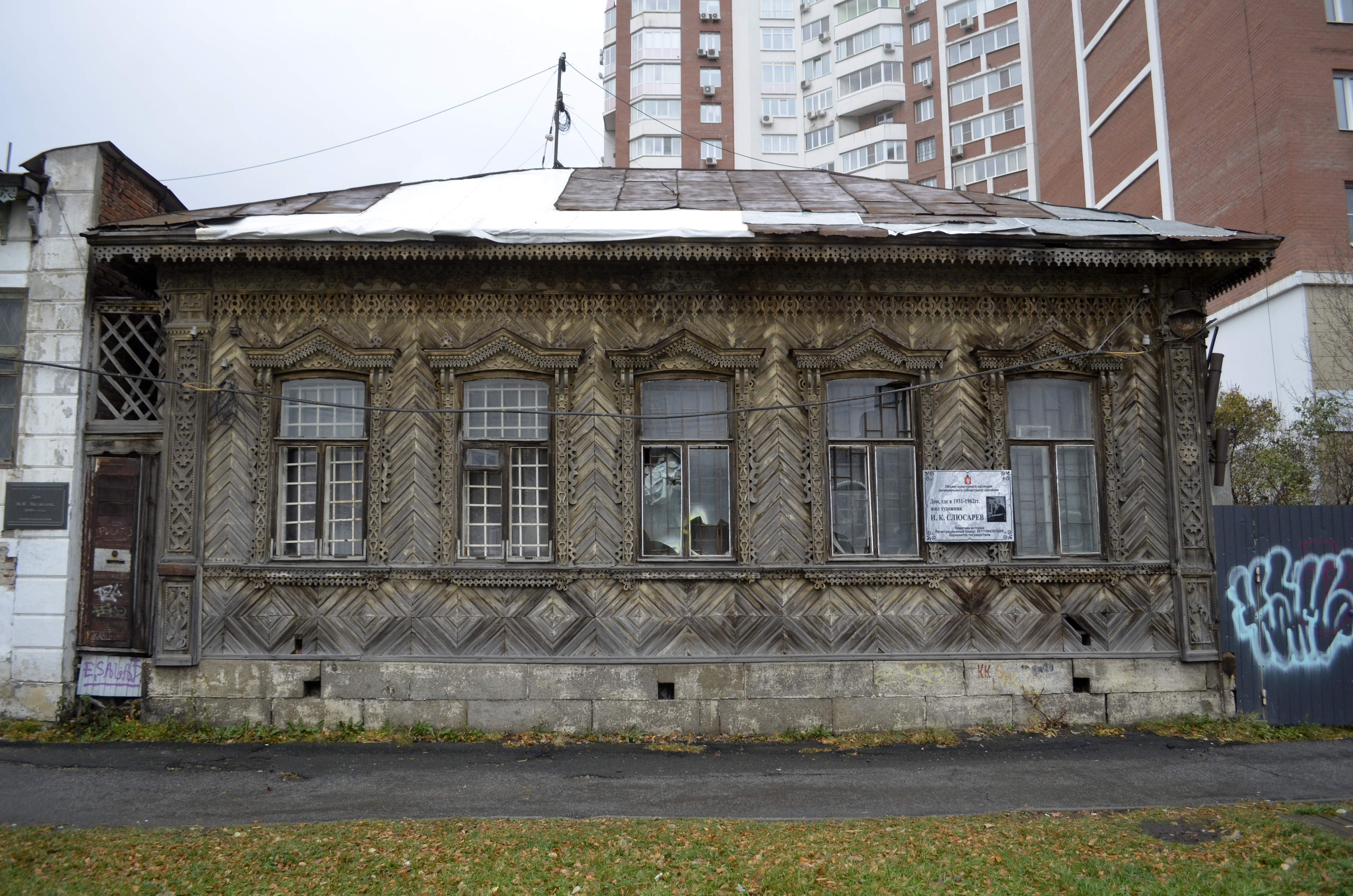
Дом в Свердловске, в котором Слюсарев жил с 1931 года по 1962 год

В 1932 году назначен секретарём правления Свердловского отделения Союза художников.
Перед войной, в 1937 году, прошла его персональная выставка с поддержкой в прессе. В эти годы личностью художника заинтересовали органы НКВД-МГБ, навещавшие его мастерскую. При загадочных обстоятельствах скончалась его вторая жена. Обстановка страха приводила Слюсарева к депрессиям и употреблению спиртного, что сказалось на его творчестве.
Слюсарева называли «уральским Левитаном», «певцом уральской живописи». Работал он больше в области пейзажа, сочетая традиции импрессионизма и лиризма.
Иван Слюсарев путешествовал по Уралу, многое писал с натуры. О своём творческом пути он написал книгу «Путь художника».
Умер 20 октября 1962 года в Свердловске. Похоронен на Ивановском кладбище.
В 2006 году к его 120-летию со дня рождения был издан альбом «И. К. Слюсарев. Живопись». Произведения художника хранятся в Екатеринбургском музее изобразительных искусств, музеях городов Перми, Тюмени, Челябинска, Нижнего Тагила, в частных коллекциях.

## Основные работы
Кисти художника Слюсарева И. К. принадлежат около 2500 живописных работ, включающие в себя этюды, пейзажи, натюрморты, панорамы природы Урала.
Реальному городскому событию, пуску городского трамвая 7 ноября 1929 года, посвящена его большая картина «Открытие трамвайного парка в Свердловске» (1930).
К значительным работах художника принадлежат: «Аллегория войны» (1910), «Сиротка» (1908), пейзажи «Избушка на пригорке» (1933), «Старая ель на Чусовой» (1933), «На Таганае» (1934), «На Чусовой» (1936), «Уральский пейзаж» (1944), «Таганай» (1933), «Река Ай» (1920). Его картины революционного жанра: «Семейная ссора», «Майская демонстрация», «Утро Свердловской ярмарки» и др.

Дореволюционные работы Слюсарева
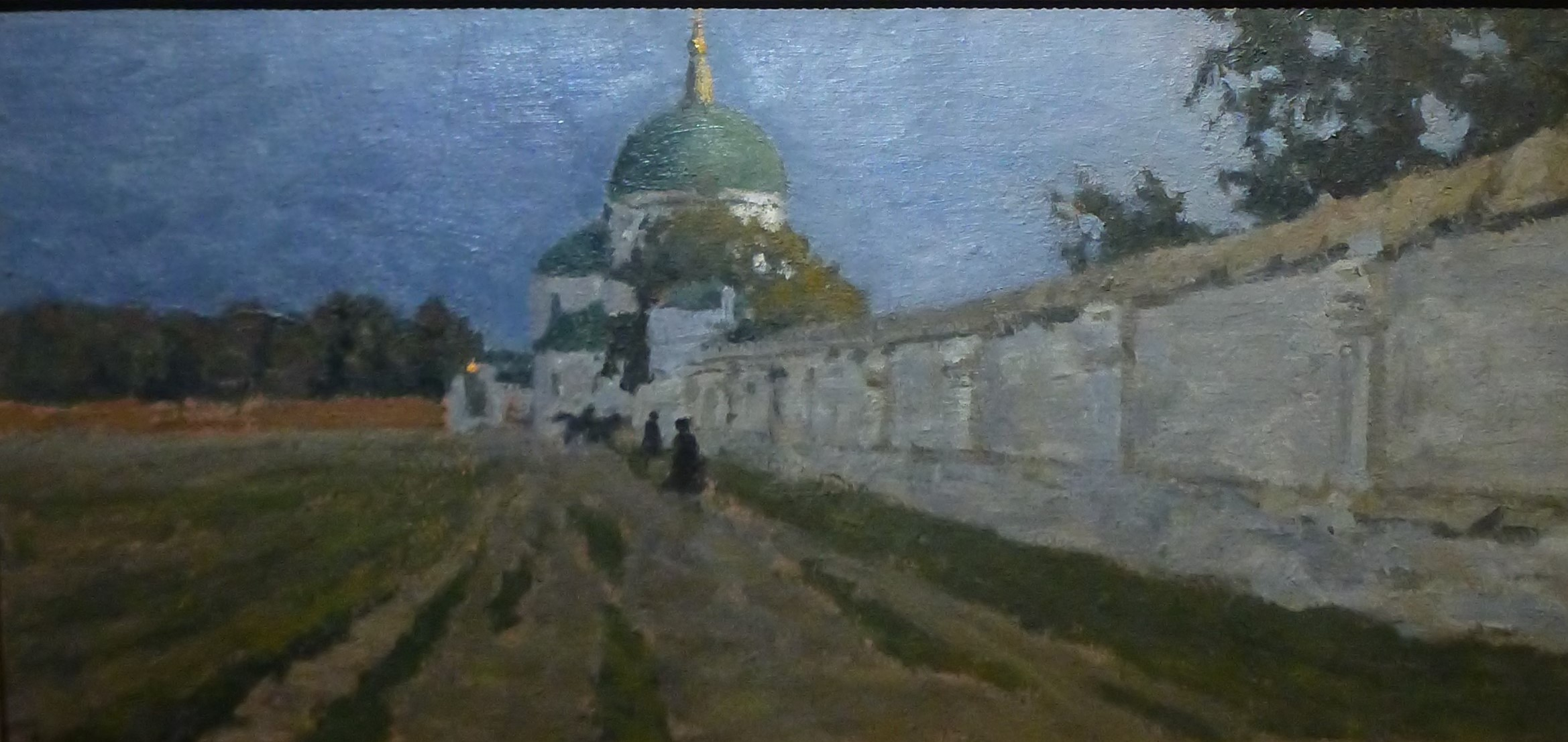
«Монастырская роща, сумерки», 1908 год
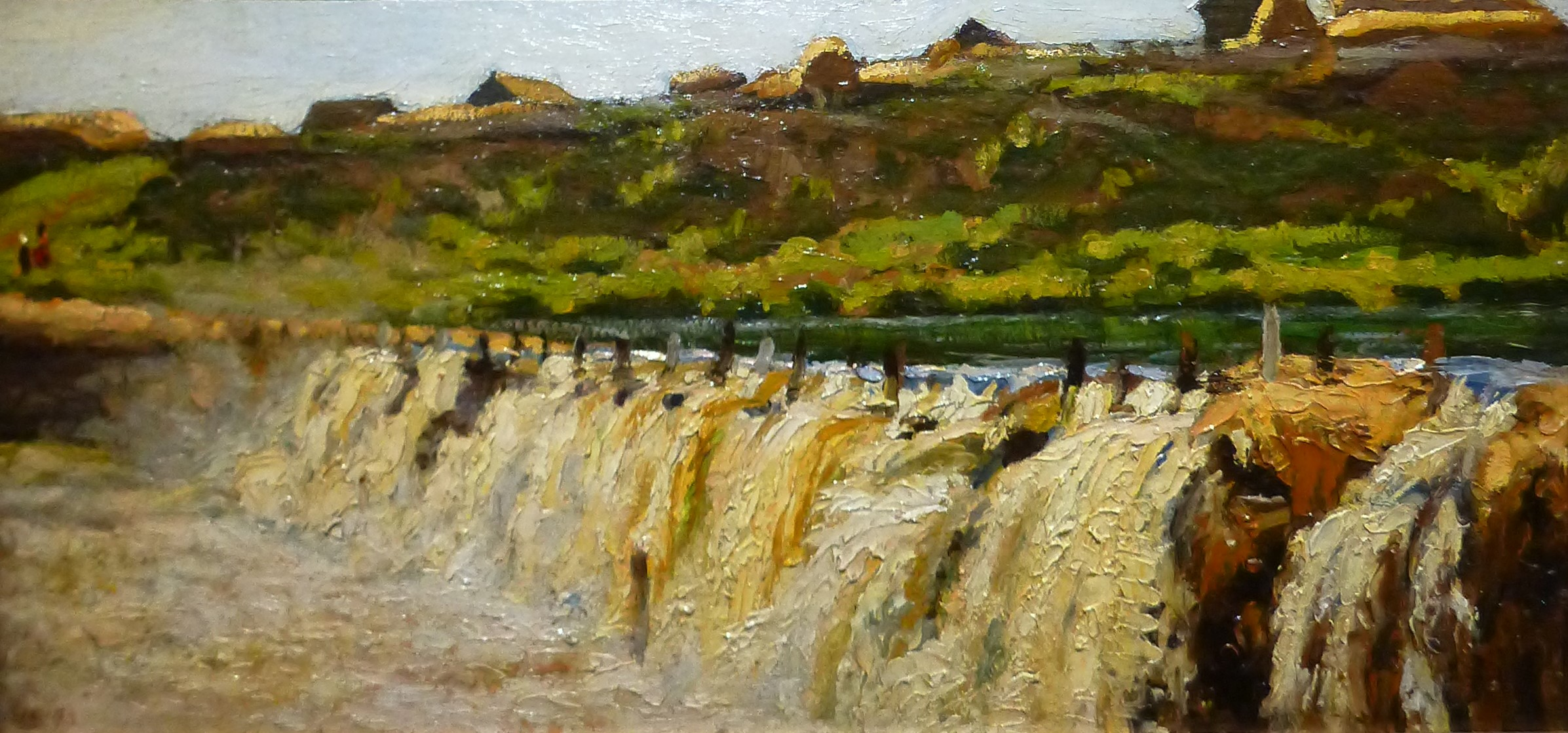
«Плотина», 1912 год
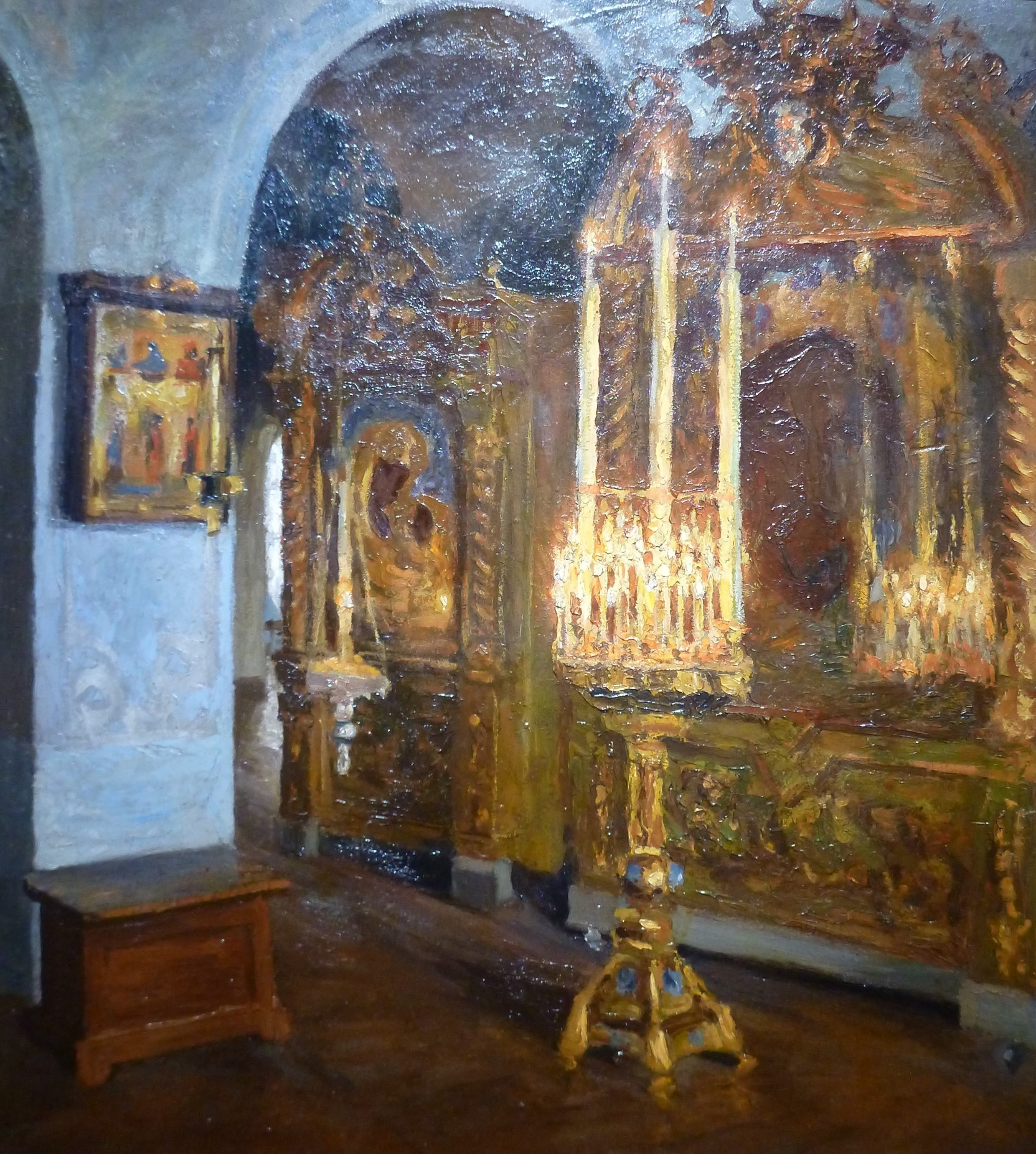
«Интерьер церкви» (Из цикла «Старая Русь»), 1916 год

## Выставки
- Дебют художника картиной «Молитвенный дом вотяка» состоялся в 1912 году на Петербургской выставке молодых художников[3].
- Персональные выставки художника проходили 1923, 1937, 1946, 1956, 1957, 1977, 1987, 2006 годах.
- В 1944 году принимал участие в выставке «Урал — кузница оружия» в Свердловске. Его картине «Уральский пейзаж» была присуждена первая премия.
- Персональная выставка в Екатеринбургском музе музее изобразительных искусств (2016).
- Выставка работ в Доме-музее П. И. Чайковского (2011).